# Rizana Nafeek
Rizana Nafeek (4 februari 1988 - 9 januari 2013) was een dienstmeisje uit Sri Lanka dat in Saoedi-Arabië ter dood werd veroordeeld op beschuldiging van het laten stikken van een baby voor wie zij moest zorgen in 2005. De zaak kreeg internationaal veel aandacht nadat Amnesty International meedeelde dat Nafeek ten tijde van het gebeuren nog minderjarig was. 
Nafeek had de daad eerst bekend, maar haar bekentenis later weer herroepen. De zaak kreeg internationaal aandacht omdat Nafeek op het moment van de vermeende misdaad pas 17 jaar oud was. Ze zou dus volgens internationaal recht niet volgens het strafrecht voor volwassenen berecht hebben mogen worden. Daar stond tegenover dat in haar paspoort stond dat zij op het moment van de vermeende misdaad al 23 jaar oud was. Mogelijk reisde ze met een vervalst paspoort om zo in Saoedi-Arabië te kunnen werken. Volgens Amnesty International is de onthoofding een overtreding van een internationaal verdrag van de Verenigde Naties over de bescherming van de rechten van kinderen en jongeren. Ook Saoedi-Arabië heeft dit verdrag ondertekend. “Saoedi-Arabië is een van de slechts drie landen die mensen terechtstellen voor daden die zij als kinderen hebben gepleegd”, zei Nisha Varia van de mensenrechtenorganisatie Human Rights Watch tegen de BBC.
Naast de vermoedelijke minderjarigheid beklaagden critici van het vonnis dat haar bekentenis onder druk zou zijn afgedwongen. Bovendien zou zij de taal niet goed genoeg beheerst hebben om zich adequaat te kunnen verdedigen. Ook zou Nafeek tijdens de verhoren geen rechtsbijstand gehad hebben. Volgens de sharia werd ze veroordeeld tot onthoofding. 
Diverse overheden en hulporganisaties vroegen Saoedi-Arabië het leven van Rizana te sparen, maar enkele jaren na haar veroordeling werd ze in het openbaar onthoofd. 